# دروغی نیست
دروغی نیست (به انگلیسی: No Lie) تک‌آهنگی از رپر اهل جامائیکا شان پال به همراه خواننده بریتانیایی دوآ لیپا است.